# Frouke Fokkema
 (octobre 2018).
Frouke Fokkema, née le 12 février 1952 à Hilversum, est une réalisatrice,scénariste et écrivaine néerlandaise.

## Filmographie

### Scénariste
- 1987 : Iris de Mady Saks[2]
- 1990 : Suzy Q de Martin Koolhoven[3]

### Réalisatrice
- 1990 : Vigour[4]
- 1994 : It Will Never Be Spring[5]
- 2000 : De Omweg[6]

## Livre
- 1984 : Toneel 1